# 메시에 52

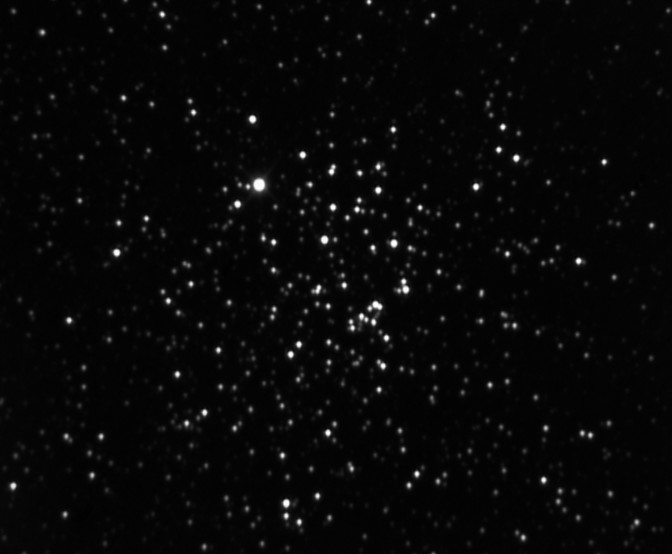
M52

M52(NGC 7654)는 카시오페이아자리에 있는 산개 성단이다. 1774년 샤를 메시에가 발견하여 메시에 천체 목록에 넣었다.
M52는 지구에서 5,000광년 떨어져 있으며, 겉보기 등급은 5등급이다. 시직경은 13분으로 약 3천5백만년 전에 형성되었다.

## 같이 보기
- 메시에 천체 목록